# Lijst van platenlabels G
Dit is een lijst van platenlabels met als beginletter een G.
- G'$ Up
- G7 Welcoming Committee Records
- Galapagos4
- Galaxy Records
- Galaxy21 Music
- Galilee of the Nations
- Gallo Record Company
- Gamble Records
- Gamm
- Gangsta Advisory Records
- Gangsta Flip Records
- Ganja Records
- Gan-Shin
- Gear Fab Records
- Gearbox Digital
- Gearhead Records
- Gee Records
- Gee Street Records
- Geffen Records
- Gekko Records
- General Records
- General Records (1972)
- Gennett Records
- genre b.goode
- Genshi Media Group
- Gern Blandsten Records
- Geronimo Records
- Geska Records
- Get Low Recordz
- Geykido Comet Records
- G-Funk Entertainment
- Ghetto Ruff
- Ghost Box Music
- Ghostlight Records
- Ghostly International
- Ghost Recordz International
- Ghostmeat Records
- Giant Records (Warner Bros.)
- Giant Records (onafhankelijk)
- Giant Slayer Records
- Giant Step
- Gift Records
- Gifted Records
- Giorno Poetry Systems
- Giza Studio

- Gladiator Records
- Glasgow Underground Recordings
- Glitch Mode Recordings
- Glitterhouse Records
- Global Trance Network
- Glowworm Records
- Glowball Music Entertainment
- Glurp
- GMM Grammy
- GMT Records
- Gnashville Sounds Records
- Gnomonsong
- GNP Crescendo Record Co.
- Go Feet Records
- Go Kart Records
- Go-Kustom Rekords
- Go! Beat Records
- Go! Discs Records
- GOD Rekidz
- Godzilla Entertainment
- Gold Castle Records
- Gold Label Records
- Gold Mind Records
- Gold Mountain Records
- Gold seal recordings
- Gold Standard Laboratories
- Gold Star Music
- Gold Star Records
- Golden World Records
- Goldenrod Records
- The Goldmind Inc.
- Gone Records
- Goner Records
- Good Entertainment
- Good Life
- Good Looking Records
- GOOD Music
- Good Records
- Good Time Jazz Records
- Good Time Gang Recordings
- Good Vibrations
- Goomah Music
- Gooom Disques
- Gordy Records
- Gospel Truth Records
- GospoCentric Records

- Gotee Records
- Gourd Music
- Gramavision Records
- Gramm
- Gramophone Company
- Granary Music
- Grand Award Records
- Grand Central Records
- Grand Hustle Records
- Le Grand Magistery
- Grand Production
- Grand Royal
- Grand Sport Records
- Grateful Dead Records
- Grave Danger Records
- Graveface Records
- Gravity DIP Records
- Gravity Records
- Great Big Mouth Records
- Great White Records
- Green Cookie Records
- Green Label
- Green Linnet Records
- Greenhouse Music
- Greensleeves Records
- Greentrax Recordings
- Gregmark Records
- Grenadine Records
- Grey Gull Records
- Greyday Productions
- Groove Records
- The Groove Thing
- Groove Unlimited
- Group 2101
- GRP Records
- Guerilla Records
- Guided Missile
- GUN Records
- G-Unit Records
- Gusto Records
- Gut Records
- Guy Cloutier Communications
- Gwarn Music
- GWR Records